# Chilochromis duponti
Chilochromis duponti és una espècie de peix de la família dels cíclids i de l'ordre dels perciformes.

## Morfologia
- Els mascles poden assolir 22 cm de longitud total.[2]

## Alimentació
Menja bàsicament vegetació aquàtica (algues, principalment) i, en menor quantitat, insectes petits.

## Hàbitat
Viu en zones de clima tropical.

## Distribució geogràfica
Es troba a Angola, República Democràtica del Congo i República del Congo.

## Observacions
És una espècie agressiva en captivitat.